# Ԧ
Ԧ, ԧ или Шха с камшиче е буква от кирилицата. Използва се в татския и в джухурския език, където обозначава беззвучната гласилкова преградна съгласна [ʔ]. Буквата произлиза от кирилското Һ, на което е добавено камшиче.

## Кодове
| Буква  | Уникод |
| ------ | ------ |
| Главна | U+0526 |
| Малка  | U+0527 |

В други кодировки буквата Ԧ отсъства.